# Liste du patrimoine mondial en Gambie
Cet article recense les sites inscrits au patrimoine mondial en Gambie.

## Statistiques
La Gambie ratifie la Convention pour la protection du patrimoine mondial, culturel et naturel le 1er juillet 1987. Le premier site protégé est inscrit en 2003.
En 2015, la Gambie compte 2 sites inscrits au patrimoine mondial, culturels. 
Le pays a également soumis 2 sites culturels à la liste indicative.

## Listes

### Patrimoine mondial
Les sites suivants sont inscrits au patrimoine mondial.
| Site                                | Région                           | Type                  | Date | Superficie (ha) | Lien | Notes                                | Coordonnées                         | Illus. |
| ----------------------------------- | -------------------------------- | --------------------- | ---- | --------------- | ---- | ------------------------------------ | ----------------------------------- | ------ |
| Cercles mégalithiques de Sénégambie | Division de Central River        | Culturel, (i), (iii)  | 2006 | 9,85            | 1226 | Site transfrontalier avec le Sénégal | 13° 41′ 28″ nord, 15° 31′ 23″ ouest |        |
| Île James et sites associés         | Banjul, Lower Niumi, Upper Niumi | Culturel, (iii), (vi) | 2003 | 7,6             | 761  |                                      | 13° 18′ 58″ nord, 16° 21′ 25″ ouest |        |

### Liste indicative
Les sites suivants sont inscrits sur la liste indicative.
| Site                                      | Région                    | Type                 | Date | Superficie (ha) | Lien | Notes | Coordonnées                         | Illus. |
| ----------------------------------------- | ------------------------- | -------------------- | ---- | --------------- | ---- | ----- | ----------------------------------- | ------ |
| Carrières des cercles de pierres de Wassu | Division de Central River | Culturel (i), (iii)  | 2015 |                 | 6063 |       | 13° 41′ 24″ nord, 14° 52′ 39″ ouest |        |
| Ville historique de Georgetown            | Division de Central River | Culturel (iii), (vi) | 2015 |                 | 6064 |       | 13° 44′ 31″ nord, 15° 31′ 01″ ouest |        |